# Мурлыканье
Мурлы́канье (урча́ние) — издаваемый большинством видов кошачьих и некоторыми виверровыми негромкий жужжащий звук, сопровождающийся ощутимой вибрацией на некоторых участках поверхности тела. Обычно кошачье мурлыканье служит признаком проявления удовлетворения, но также может быть связано со страхом, стрессом или нервозностью.
Несмотря на то, что звуки, похожие на мурлыканье, встречаются у ряда представителей хищных и прочих отрядов млекопитающих, в настоящее время «истинное» мурлыканье установлено только у кошачьих и виверровых. В то время как мурлыканье кошачьих и виверровых гомологично, т. е. обусловлено происхождением от общего предка, похожие на него звуки представителей других таксономических групп возникли в результате конвергентной эволюции, развившись независимо. Как «мурлыканье» описывались звуки некоторых грызунов, парнокопытных, приматов, рукокрылых и одного вида тупай (малайская тупайя), но в настоящее время все эти звуки считаются только похожими на него. Возможно, они представляют собой штробас (состояние голосовой щели) у некоторых видов.
Среди виверровых «истинное» мурлыканье подтверждено у тигровой генетты (Genetta tigrina) и, по-видимому, наблюдается у обыкновенной генеты (Genetta genetta). Было изучено мурлыканье детёныша тигровой генетты, которое имеет механизм, аналогичный такому у способных к мурлыканью кошачьих и, следовательно, гомологично с ним. Учитывая тесную филогенетическую связь тигровой генетты и обыкновенной генеты, очень вероятно, что звуки последней, описанные как «мурлыканье», также являются «истинным» мурлыканьем.

## Механизм мурлыканья
Мурлыканье издаётся мышцами внутри гортани кошки. Когда эти мышцы двигаются, они тем самым расширяют и сжимают часть гортани, окружающую голосовые связки — голосовую щель. В результате этого воздух вибрирует при каждом вдохе и выдохе — таким образом, получается мурлыканье. В прошлом считалось, что мурлыканье возникает из-за прилива крови к нижней полой вене, через которую в правую часть сердца попадает лишённая кислорода кровь. 
Исследователи Роберт Эклюнд, Густав Петерс и Элизабет Дути из Лундского университета в 2010 году опубликовали работу, в которой указали, что частота мурлыканья у гепарда колеблется до 20 Гц, а у домашней кошки — от 21,98 Гц до 23,24 Гц. Ухо человека способно услышать данную частоту колебаний.
В 2011 году увидела свет работа Эклюнда совместно с Сюзанной Шётц, в которой было проведено исследование четырёх кошек. Данное исследование показало, что частоты мурлыканья у испытуемых варьировались от 20,94 Гц до 27,21 Гц. Также в этой работе было отмечено, что у разных представителей мурлыканье довольно заметно отличается по амплитуде, продолжительности и некоторым другим параметрам, но в целом всегда остаётся в пределах полосы частот 20—30 Гц. В работе 2013 года Эклюнд и Петерс выяснили, частота мурлыканья гепарда практически не зависит от его возраста: для исследований были взяты котёнок, подросток и взрослое животное.
В XIX веке кошачьих неофициально подразделяли на «мурлыкающих» (домашние кошки) и «рычащих» (тигры, львы, ягуары, леопарды и др.), объясняя это разным строением подъязычной кости, но позднее от этого деления отказались, так как накапливалось слишком много исключений: ирбисы и другие кошачьи.

## Причины мурлыканья
Причины мурлыканья кошки полностью не ясны. Замечено, что кошки мурлыкают, когда получают ласку и чувствуют себя в безопасности; реже, когда едят. Кошки иногда мурлыкают во время родов, а котята умеют мурлыкать уже в возрасте двух дней. Некоторые исследователи предполагают, что с помощью мурлыканья кошки требуют у своего хозяина покормить их или просто обратить внимание, причём типы мурлыканья могут быть разными: оно может выражать удовольствие, скуку, приветствие хозяина, беспокойство, благодарность. Ещё одна гипотеза гласит, что с помощью мурлыканья кошки стимулируют свой мозг на выработку гормона, действующего как расслабляющее, заживляющее и обезболивающее: действительно, зафиксированы случаи, когда мурлыкают раненые кошки, которым больно. Учёные Калифорнийского университета в Дэвисе предположили, что мурлыканье своей вибрацией укрепляет кости кошки, на которых негативно сказывается долгая неподвижность: известно, что кошки могут спать и дремать по 16—18 часов в сутки. Опираясь на эту гипотезу, они предложили использовать «мурлыканье в 25 Гц» для скорейшего восстановления костно-мышечной активности астронавтов, которые долгое время провели в невесомости.
Предпринимаются многочисленные попытки использовать кошачье мурлыканье для лечения человеческих болезней.